# Памятник Александру Блоку (Москва)
Памятник Александру Блоку — памятник русскому поэту Александру Блоку, работы скульптора Олега Комова, установленный в 1993 году в Москве, в сквере возле дома 6 на Спиридоновке.
Установлен по этому адресу, так как в доме 6 поэт останавливался в январе 1904 года вскоре после женитьбы на Любови Дмитриевне Менделеевой, дочери Д. И. Менделеева.